# غده عرق
غده‌های عرق که به عنوان غده‌های سودوریفر (sudoriferous) یا سودوریزا (sudoriparous) نیز شناخته می‌شوند، از لاتین  sudor «sweat» , ساختارهای لوله‌ای کوچکی از پوست هستند که عرق تولید می‌کنند. غده‌های عرق نوعی غدد برون‌ریز هستند که موادی را از طریق مجرای روی سطح اپیتلیال تولید و ترشح می‌کنند. دو نوع اصلی غده عرق وجود دارد که از نظر ساختار، کارکرد، محصول ترشحی، سازوکار دفع، پراکندگی آناتومیک و پراکندگی در میان گونه‌ها متفاوت هستند.
- غدد عرق اکرین تقریباً در سرتاسر بدن انسان، با تراکم‌های مختلف، با بیشترین تراکم در کف دست و پا، سپس روی سر، اما در تنه و اندام‌ها بسیار کمتر پخش می‌شوند. ترشح مبتنی بر آب آنها نشان‌دهندهٔ شکل اولیه خنک‌کننده در انسان است.
- غده عرق آپوکرین در انسان بیشتر به زیربغل (بغل) و ناحیه میان‌دوراه محدود می‌شوند.  آنها برای خنک کردن انسان مهم نیستند، اما تنها غدد مؤثر عرق در جانوران سم‌دار مانند شتر، الاغ، اسب و گاو هستند.

غدد سرومینوس (که موم گوش تولید می‌کنند)، غده شیری (که شیر تولید می‌کنند) و غدد مژگانی در پلک‌ها، غدد تعریق آپوکرین اصلاح‌شده هستند.

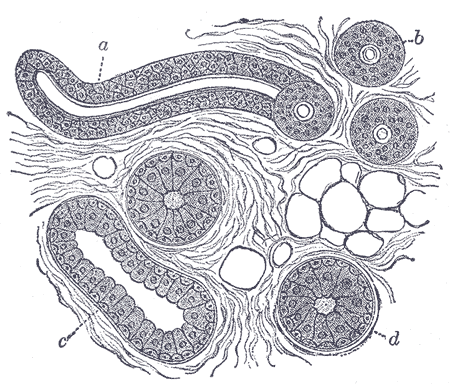
پیکره یک غده عرق در جهت‌های مختلف بریده شده است